# Wachet auf, ruft uns die Stimme
Wachet auf, ruft uns die Stimme é uma obra coral luterana composta por Philipp Nicolai, publicada pela primeira vez em 1599 juntamente com Wie schön leuchtet der Morgenstern. Embora seja popular hoje em dia na forma de hino, tanto no texto original alemão quanto em suas diversas traduções para o inglês, é mais conhecida por seu uso na cantata Wachet auf, ruft uns die Stimme, BWV 140, de Johann Sebastian Bach. O texto é baseado na Parábola das Dez Virgens, de Jesus, citada em Mateus 25:1–13. A melodia e o início do texto baseiam na famosa "Silberweise" (Hino áureo) de Hans Sachs.